# 佩桑
佩桑（法語：Pessan，法語發音：[pesɑ̃]）是法国热尔省的一个市镇，位于该省中部偏东南，属于欧什区。

## 地理
佩桑（43°37'14"N, 0°38'54"E）面积26.87 平方千米，位于法国奧克西塔尼大區热尔省，该省份为法国西南部内陆省份，北起顺时针与洛特-加龙省、塔恩-加龙省、上加龙省、上比利牛斯省、大西洋比利牛斯省和朗德省接壤。
与佩桑接壤的市镇（或旧市镇、城区）包括：欧什、欧特里沃、卡斯泰尔诺巴尔巴朗、欧利、吕桑、蒙泰居、帕维。

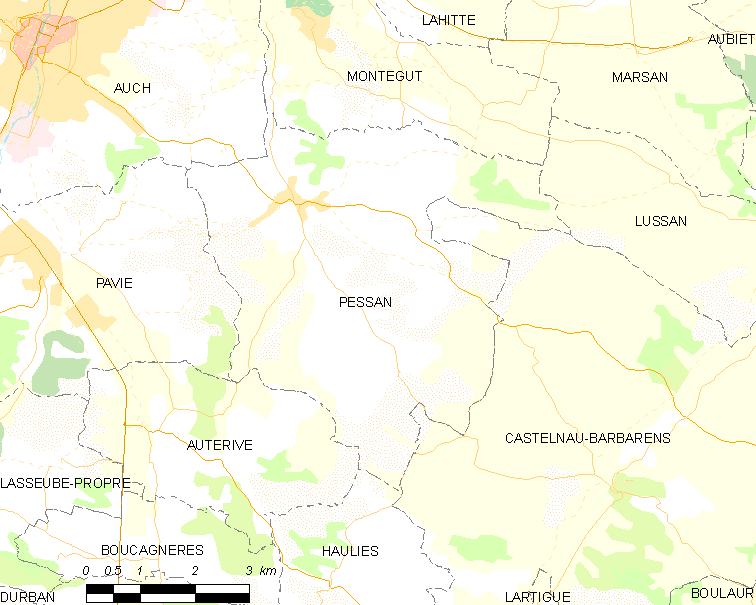
佩桑的OSM定位图

佩桑的时区为UTC+01:00、UTC+02:00（夏令时）。

## 行政
佩桑的邮政编码为32550，INSEE市镇编码为32312。

## 政治
佩桑所属的省级选区为欧什第三县。

## 人口

1962-2008年间佩桑人口变化图示

佩桑于2022年1月1日时的人口数量为659人。